# El Cristo de los Milagros (Película de 1975)
El Cristo de los Milagros es una película guatemalteca producida por Cinematográfica Tikal. Dirigida por Rafael Lanuza y es protagonizada por Juan Gallardo, Norma Lazareno, Claudio Lanuza, Julio César Agrasánchez y Víctor Molina.

## Reparto
- Juan Gallardo como Cristo
- Norma Lazareno como la turista
- Claudio Lanuza como Ventura
- Julio César Agrasánchez como Luisito
- Víctor Molina
- Enrique Bremerman
- Carlos Fleck
- Maximino Pérez

## Argumento
Unos bandidos liderados por Ventura (Claudio Lanuza), planean asaltar el templo (Basílica de Esquipulas). Se encuentran a un niño llamado Luisito pero uno de los bandidos empuja al niño y Ventura sale a defenderlo. Luego Luisito conoce a la turista (Norma Lazareno) y juntos se van al templo. Más tarde el niño se encuentra a Ventura pero el le dice que no tiene que temer ya que ahora son sus "amigos". Luego lo invitan a comer pero solo es una escusa para obtener información acerca de los tesoros que se guardan en el templo. Ventura y sus secuaces roban el templo. Después Ventura sueña con Jesús y luego de crucificarlo enfrente del templo, Ventura es sanado pero sus compañeros al no creerle lo cuelgan de una cruz. Entonces llega Luisito y lo desata llevándolo al costado a Ventura al templo. Luego Ventura acepta a Luisito y los dos se van juntos.

## Producción
La película es producida por Cinematográfica Tikal. La cinta tuvo un costo de 4 millones de dólares y recaudó más de 6 millones en taquilla.

### Escenografía
La cinta se filmó en la ciudad de Esquipulas, especialmente en la Basílica del Cristo Negro de dicha ciudad.

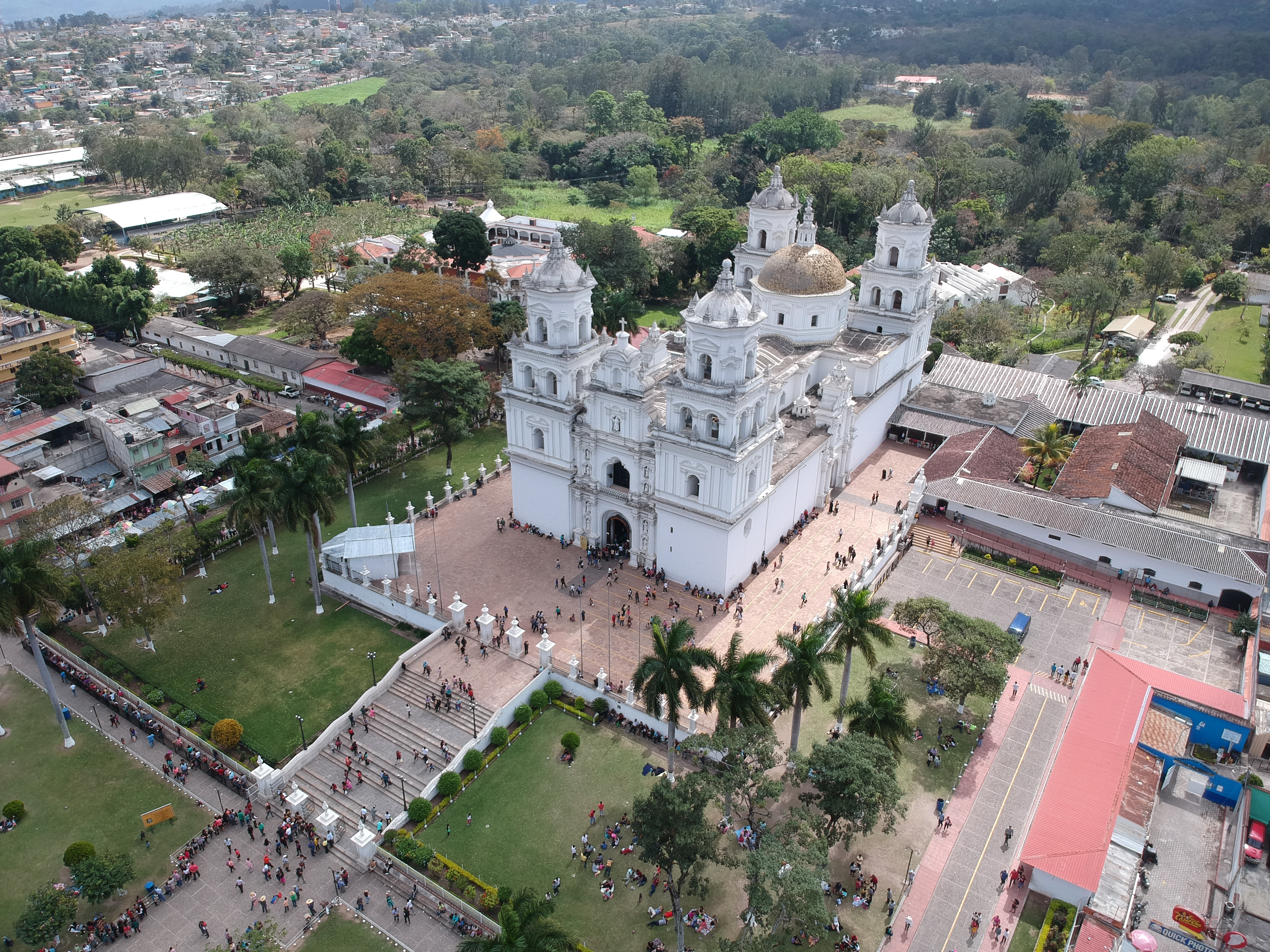
Basílica del Cristo Negro de Esquipulas.
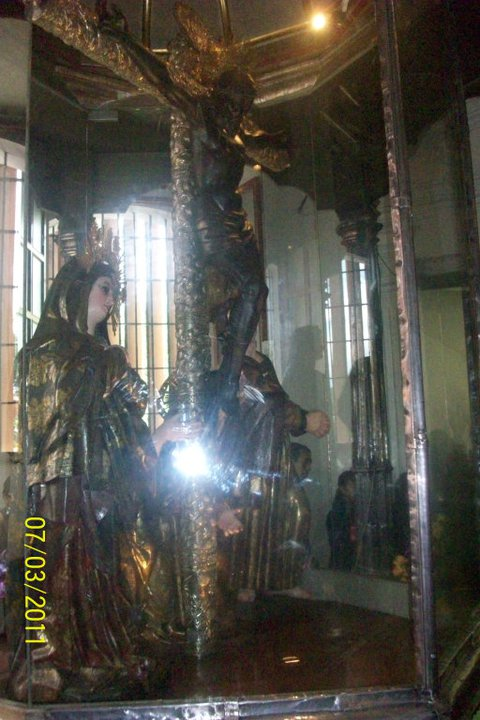
Cristo negro de la Basílica de Esquipulas.
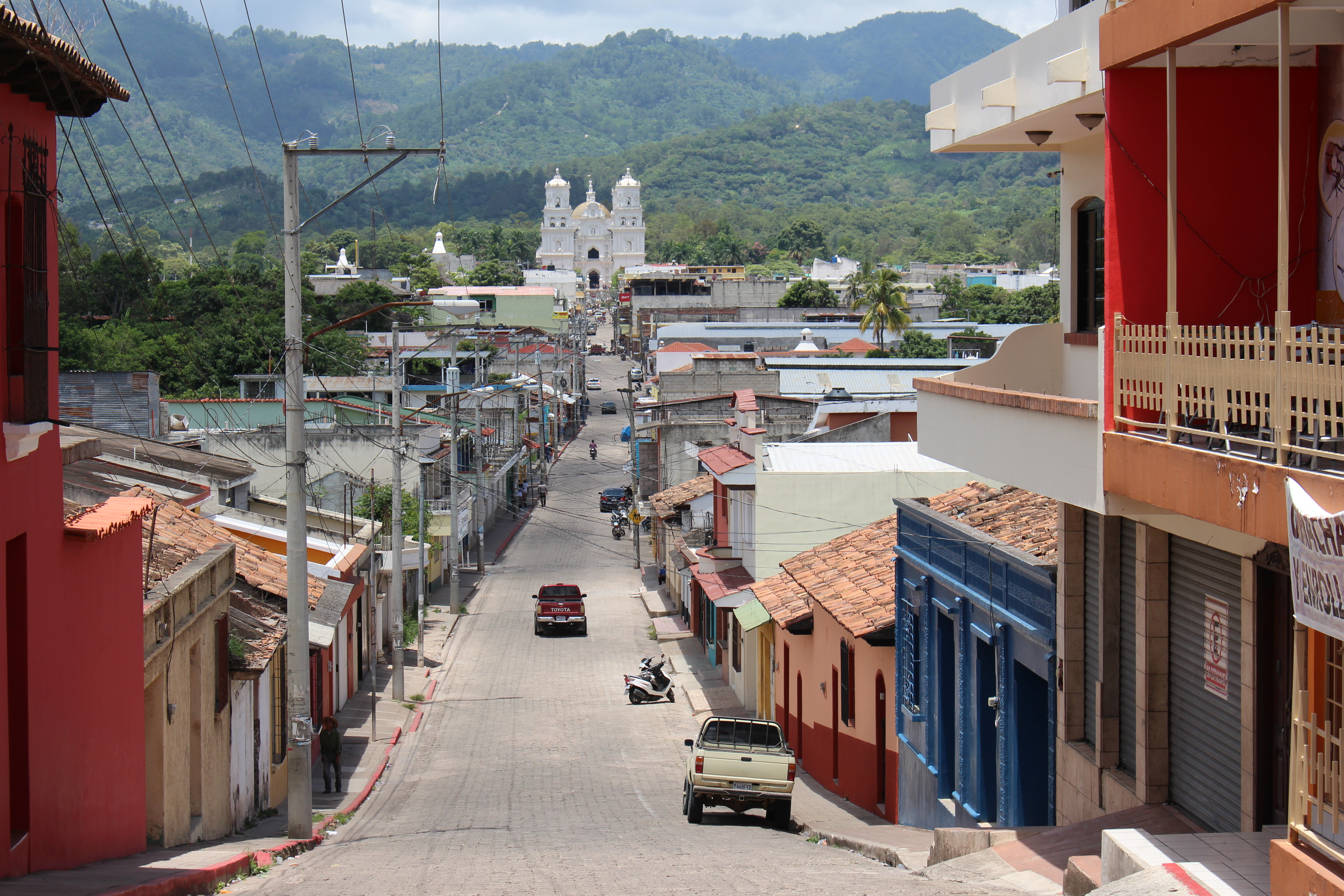
Calle Real de la ciudad de Esquipulas.

## Adaptación de El Señor de Esquipulas
En 2015, el hijo de Rafael Lanuza, Luigi Lanuza, adaptó la cinta en una nueva versión llamada El Señor de Esquipulas dirigida por el cineasta Erick Gálvez, conocido por producir, escribir y actuar en las películas de Nito y Neto de Sammy Morales y Jimmy Morales.